# Bernd Albers
Bernd Albers (* 20. Juli 1957 in Coesfeld, Nordrhein-Westfalen; † 19. April 2022 in Berlin) war ein deutscher Architekt, Stadtplaner und Hochschullehrer.

## Leben
Albers studierte von 1980 bis 1987 Architektur an der Technischen Universität Berlin sowie der Universität der Künste Berlin (vormals HdK) und schloss mit dem akademischen Grad Diplom-Ingenieur ab. Von 1984 bis 1987 war er freier Mitarbeiter im Büro von Hans Kollhoff in Berlin. In Zürich leitete Albers von 1988 bis 1993 sein erstes eigenes Architekturbüro, das er ab 1993 in Berlin weiterführte. Seit 2001 firmiert das Büro als Bernd Albers Gesellschaft von Architekten mbH.
Von 1980 bis 1982 wirkte Albers als freier Mitarbeiter an der Berliner Internationalen Bauausstellung „Behutsame Stadterneuerung“ / „Kritische Rekonstruktion“ mit. Von 1987 bis 1994 lehrte er an der ETH Zürich. Albers war u. a. als Gastdozent für die Internationale Sommerakademie Architektur im Ruhrgebiet (IBA Emscher-Park) (1989) sowie für die Internationale Sommerakademie für Architektur in Karlsruhe (1990) tätig. Im Jahr 1995 war er Gastprofessor für die 7. Internationale Sommerakademie „Architectura e citta“ in Neapel, Italien. Von 1996 bis 1999 war Albers Gastprofessor für den Fachbereich Entwurf an der Fachhochschule Potsdam. Ab 1999 bis zu seiner Erkrankung war er in Potsdam als Professor für Entwerfen und Baukonstruktion tätig, ab 2005 war er auch Dekan des Fachbereichs Architektur und Städtebau. Von 2012 bis 2013 wirkte er als Gastprofessor an der Universität Bologna und in Cesena. Im Jahr 2010 war Albers Mitglied im Deutschen Werkbund und auch des Architekten- und Ingenieurs-Vereins. Das beeinflusste sein anti-avantgardistisches Reformbestreben.
Seit dem Tod von Bernd Albers im April 2022 führen Stefan Lotz und Silvia Malcovati als Geschäftsführer das Architekturbüro weiter.

## Wirken
Albers gestaltete die Stadtentwicklung Berlins maßgeblich mit, vor allem als einer der Verfasser und Obergutachter des Planwerks Innenstadt (1996–1999 in Kooperation mit Dieter Hoffmann-Axthelm). Zu den bedeutenden Projekten gehören auch der gewonnene Internationale Städtebauliche Ideenwettbewerb Berlin-Brandenburg 2070 sowie die gewonnenen innerstädtischen städtebaulichen Architektenwettbewerbe zum Neustädter Markt in Dresden und dem Berliner Molkenmarkt sowie zahlreiche städtische Bauprojekte. Albers Büro wird nun die Planung zur Umgestaltung des Molkenmarktes fortführen.

„Aufregend selbstverständlich – Aufgeregte Architektur gibt es reichlich, aufregende Architektur ist dagegen eher selten. Ganz selbstverständlich arbeiten wir am Aufregenden, ganz unaufgeregt arbeiten wir am Selbstverständlichen.“

## Ehrungen und Auszeichnungen (Auswahl)
- 1998: BDA-Preis Berlin für das Quartier Pulvermühle, Romy-Schneider-Straße 4–6 in Berlin-Haselhorst (Lage); Planung: Bernd Albers; Bauherr: GSW Immobilien
- 2006: Deutscher Städtebaupreis „für das Planwerk Innenstadt als Strategie für den Stadtumbau“ (mit weiteren Mitwirkenden)